# Martin Spangsberg
Martin Spangsberg, även Morten Pedersen Spangberg (ryska: Мартын Петрович Шпанберг: Martin Petrovitj Sjpanberg), född cirka 1696, död 1761, var en dansk-rysk adelsman och upptäcktsresande.
Martin Pedersen Spangsberg var en mycket duktig sjöfarare och blev rysk sjöofficer då han under Vitus Bering kommenderades av Peter den Store och upptäckte den norra sjövägen till Japan. Han gick i rysk tjänst under namnet Martin Petrowitch Spangsberg. 
Till minnet av Martin Spangsberg restes 1998 en staty av konstnären Björn Nordahl framför Fiskeri- och sjöfartsmuseet i Esbjerg.
Martin Spangsberg tillhörde släkten Friis från Ribe.  